# Rajpara (Halar)
Rajpara fou un estat tributari protegit de l'agència de Kathiawar, prant de Halar, presidència de Bombai. Estava format per nou pobles. La població el 1901 era de 1.862 habitants. Els ingressos estimats eren de 13.654 lliures i el tribut pagat al nawab de Junagarh de 3.163 lliures. Els sobirans eren del clan jadeja dels rajputs.

## Llista de thakurs
- Thakur TOGUBHAI SANGOJI (Togaji)
- Thakur MERUJI TOGUBHAI (fill)
- Thakur ASAJI MERUJI (fill)
- Thakur LADHAJI ASAJI (fill)
- Thakur WAGHJIBHAI LADHAJI (fill)
- Thakur BHIMJIBHAI LADHAJI ?-1884 (germà)
- Thakur ASHAJIBHAI BHIMJIBHAI 1884-1903 (fill)
- Thakur LAKHAJI ASAJIBHAI 1903-? (fill)
- Thakur NIRMALSINHJI PRITHVIRAJJI (net)